# R.H. Thomson
Robert Holmes Thomson (Richmond Hill, 24 settembre 1947) è un attore canadese.

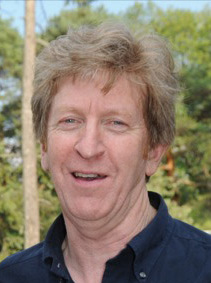
Thomson nel 2013

Ha iniziato la carriera negli anni settanta prendendo parte soprattutto in ruoli televisivi, ma ha lavorato anche in qualche film cinema, come Chloe - Tra seduzione e inganno e in televisione, come La battaglia di Mary Kay.

## Filmografia parziale

### Cinema
- Labirinto (L'Homme en colère), regia di Claude Pinoteau (1979)
- Chloe - Tra seduzione e inganno (Chloe), regia di Atom Egoyan (2009)

### Televisione
- La strada per Avonlea (Road to Avonlea) – serie TV (1989)
- Miracolo a tutto campo (Full-Court Miracle), regia di Stuart Gillard – film TV (2003)
- L'amore è complicato (Love's Complicated), regia di Jerry Ciccoritti – film TV (2016)
- Chiamatemi Anna (Anne with an "E") – serie TV (2017-2019)

## Doppiatori italiani
Nelle versioni in italiano delle opere in cui ha recitato, R.H. Thomson è stato doppiato da:
- Mino Caprio ne La strada per Avonlea
- Sergio Di Stefano in Miracolo a tutto campo
- Antonio Palumbo ne L'amore è complicato
- Gino La Monica in Chiamatemi Anna